# Koufront

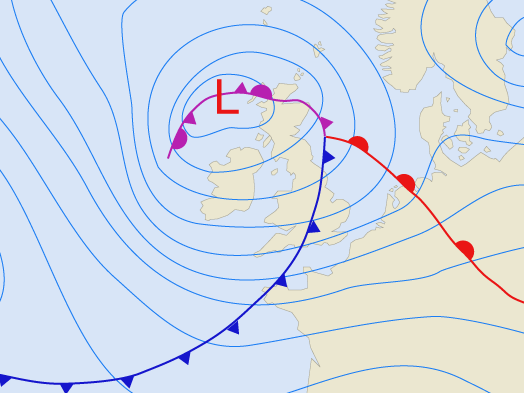
Depressie met een warmte- en koufront en aan de linker bovenkant (bij de depressiekern) een occlusiefront

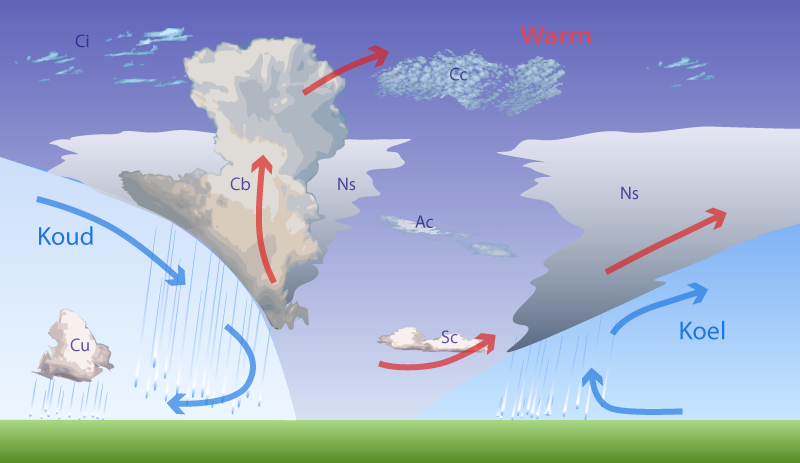
Doorsnede van de atmosfeer met een depressie met een warmte- en koufront

Links de koude lucht (blauw) en rechts de warme lucht

Een koufront is een front waar een luchtmassa met relatief koude lucht onder een gebied met warmere lucht schuift.
Koude lucht is zwaarder dan warme lucht. Hierdoor zal bij het frontvlak de koude lucht onder en de warme lucht boven komen te liggen. De koude lucht schuift de warme lucht omhoog. Bij een koufront is het frontvlak veel steiler dan bij een warmtefront. Dit komt door de heftige en soms spectaculaire menging van warme en koude lucht. De nog warme plekken op de grond veroorzaken vochtige en warme thermiekbellen die in de relatief koude lucht snel opstijgen en de lucht heftig mengen.
Op de hoogte waar de luchtvochtigheid 100% bereikt, condenseert het water op condensatiekernen. Voor het koufront uit ontstaat bij een onbewolkte lucht cirrus met daaronder als het koufront dichterbij komt cirrocumulus. Nog dichter bij het koufront bevindt zich op een lagere hoogte ook altocumulus. Op het koufront ontwikkelen zich hoge buienwolken (cumulonimbus), waaruit zware buien en onweer kunnen ontstaan. Bovendien zal de laag warme en dus vochtige lucht, doordat ze omhooggeduwd wordt, zelf ook zover afkoelen, dat ook daarin water condenseert. Uiteindelijk kan uit de gegroeide cumuli veel regen vallen, vooral wanneer daarbij de stijgende thermiekbellen als wolk tot grote hoogte opstijgen en de wolk het stadium cumulonimbus bereikt.
Op weerkaarten zijn fronten vaak weergegeven door middel van dikke, zwarte of gekleurde lijnen. Bij een koufront zijn er driehoekjes op de lijn getekend aan de kant waar het front heen beweegt. De lijn is meestal blauw gekleurd, omdat dit een kleur is die met koelte geassocieerd wordt. De wolken zelf bewegen met de wind voornamelijk langs die lijn naar de laagste luchtdruk toe.
De koufronten gaan sneller dan de warmtefronten en halen ze dus in. Hierdoor ontstaat een occlusiefront.